# Alt Tellin
Alt Tellin är en kommun och ort i Landkreis Vorpommern-Greifswald i förbundslandet Mecklenburg-Vorpommern i Tyskland.
Kommunen ingår i kommunalförbundet Amt Jarmen-Tutow tillsammans med kommunerna Bentzin, Daberkow, Jarmen, Kruckow, Tutow och Völschow.